# Lúcia Leme
Lúcia Maria Carvalho Leme de Almeida, conhecida por Lúcia Leme (Rio de Janeiro, 9 de março de 1938 — Rio de Janeiro, 8 de março de 2021) foi uma apresentadora e jornalista brasileira. Apresentou o programa Sem Censura, na antiga TV Educativa (atualmente TV Brasil), entre 1986 e 1996, sendo a segunda apresentadora a permanecer mais tempo a frente do programa.
Começou no jornalismo na extinta TV Tupi, no final dos anos 1970. Também trabalhou em uma coluna sobre televisão no jornal O Globo.
Na Bloch Editores trabalhou em revistas, além de ter atuado na Rádio e TV Manchete.
Lúcia morreu em 8 de março de 2021 (véspera de seu aniversário), aos 82 anos no Rio de Janeiro, em decorrência de um câncer de pulmão.